# Río Jejuí Guazú
El Jejuí Guazú es un río de Paraguay, que discurre en sentido este-oeste hasta desembocar en el homónimo. Nace en la cordillera de Mbaracayú y discurre a través de los departamentos de Canindeyú y San Pedro, hasta desembocar en el río Paraguay justo al sur de la ciudad de Antequera.
Sus principales afluentes son los ríos Jejuí-Mi Jejui-Guazú y Aguaray Guazú.
- Datos: Q6176576